# Tore Zetterholm
Tore Ulf Axel Zetterholm, född 4 oktober 1915 i Kungsholms församling, Stockholm, död 9 november 2001 i Höganäs, Skåne län, var en svensk författare, journalist, kritiker och översättare.

## Biografi

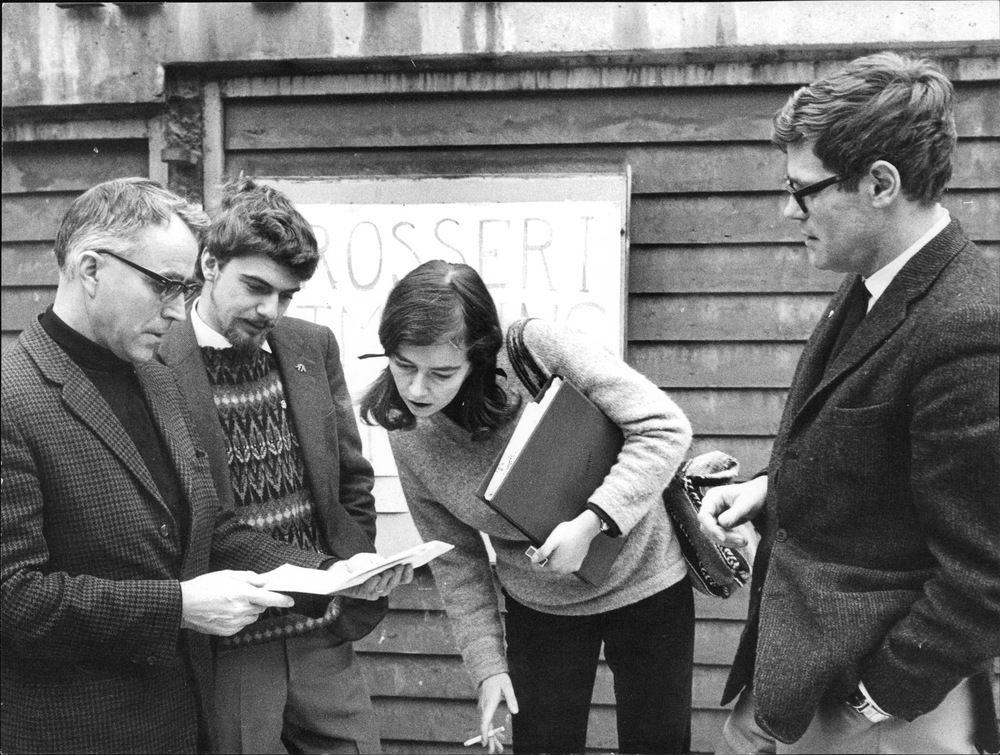
Från vänster: Tore Zetterholm, Jan Fjellander, Kristina Ahlmark Michanek och Göran Palm, 1966.

Zetterholm blev fil. kand. 1937 och fil. lic. 1941. Som författare debuterade han med romanen Stora Hoparegränd och himmelriket (1941). Han avvek från fyrtiotalisterna och skrev om efterkrigstraumat i psykologiska och realistiska romaner, exempelvis Duvan (1958). Bland hans övriga romaner märks Vi möts vid Rynge (1972) och Predikare-Lena (1974). Zetterholm var en mångfacetterad författare, och skrev även bland annat reportageböcker och filmmanus. År 1950 fick han Svenska Dagbladets litteraturpris (delat med Gustaf Rune Eriks, Hanserik Hjertén och Britt G. Hallqvist). 
Efter 1940-talets romanberättande övergick Zetterholm till att huvudsakligen skriva dramatik, mycket tack vare framgången med filmen Simon Syndaren (1954), dramatiseringen av romanen Simon trollkarlen (1950), om en asocial man som blir helbrägdagörare. Bland hans mest framgångsrika dramer märks Tiger-Harry (1954) om motorcykelhjältar, och Kvinnorna från Shanghai (1967), delvis baserat på dokumentärt material. Han utgav även ett flertal skrifter om Asien, främst Kina, däribland Tibet – mellan Buddha och Marx (1981) och Den röda Buddha (1983).
Tore Zetterholm var också verksam som översättare, i huvudsak från engelska. Bland annat översatte han verk av G.K. Chesterton, Eugene O’Neill och flera verk av Arthur Koestler, däribland romanen Darkness at Noon (1940; svensk titel Natt klockan tolv på dagen, 1941). Han genomförde också den första svenska översättningen av J.R.R. Tolkiens The Hobbit (1937; svensk titel Hompen, 1947) med brodern Torbjörn Zetterholm som illustratör. 
Zetterholm var ordförande i Sveriges Dramatikerförbund 1957–1966 och 1969–1972.

### Privatliv
Tore Zetterholm var son till ingenjören Axel Emanuel Zetterholm och Agda Elisabeth, född Blomquist, samt bror till konstnären Torbjörn Zetterholm. I sitt första äktenskap var han gift med Gertrud Villius 1941–1969, och fick med henne tre barn: sönerna Finn Zetterholm och Dag Zetterholm, samt dottern Åsa Zetterholm. Han fick ytterligare en son, Simon, tillsammans med Cordelia Edvardson 1964. Åren 1969–1985 var han gift med Eva Seeberg, och 1985 gifte han sig med Stoika Hristova, som senare blev präst i Svenska kyrkan. 
Tore Zetterholm är begravd på Vikens nya kyrkogård i Kulla pastorat, Skåne.

### Medverkande
- Allmän litteratur, red. tillsammans med Ragnar Matsson (Stockholm: Liber, 1966)
- Nordiska berättare, red. (Höganäs: Bra Böcker, 1976)
- Klassiska berättelser om kärlek, red. (Stockholm: Trevi, 1978)

### Översättningar
- Arthur Koestler, Natt klockan tolv på dagen (Darkness at Noon) (Stockholm: Tiden, 1941)
- Thomas Kernan, Det erövrade Frankrike (France on Berlin Time) (Stockholm: Hökerbergs, 1942)
- Ernest Raymond, De höllo ut (The Last to Rest) (Stockholm: Hökerbergs, 1942)
- Arvid Rhode (pseud. för Paal Brekke), Fri är du född, övers. tillsammans med Gertrud Zetterholm (Stockholm: Hökerbergs, 1943)
- Willy Corsari, En av de utvalda: roman (De man zonder uniform), övers. tillsammans med Gertrud Zetterholm (Stockholm: Hökerbergs, 1944)
- Hans Habe, Catherine (Stockholm: Tiden, 1944)
- Arthur Koestler, Yogin och kommissarien och andra essayer (The Yogi and the Commissar) (Stockholm: Tiden, 1945)
- H.C. Andersen, Sagan om mitt liv (Mitt livs eventyr) (Stockholm: Sohlmans, 1946)
- Alexander Kuprin, Flickorna i Jamakvarteret (Jama) (Stockholm: Hökerbergs, 1946)
- Anna Louise Strong, Vilda floden: roman (Wild River) (Stockholm: Tiden, 1946)
- John Fischer, Vad tänker männen i Kreml (Why They Behave Like Russians) (Stockholm: Natur & Kultur, 1947)
- Friedrich Meinecke, Den tyska katastrofen (Die deutsche Katastrophe) (Stockholm: Diakonistyrelsen, 1947)
- J.R.R. Tolkien, Hompen, eller En resa dit och tillbaks igen (The Hobbit), ill. Torbjörn Zetterholm (Stockholm: Kooperativa Förbundet, 1947)
- Andrew Corvin Romansky, Nattens fångar (Prisoners of the Night), övers. tillsammans med Gertrud Zetterholm (Stockholm: Natur & Kultur, 1948)
- G.K. Chesterton, Fader Brown (Father Brown) (Stockholm: Norstedts, 1950)
- Sholem Asch, Mirjam: roman (Mary), övers. tillsammans med Gertrud Zetterholm (Stockholm: Diakonistyrelsen, 1953)
- Henrik Ibsen, Gengångare (Gengangere), radioarr. Herbert Grevenius (Stockholm: Sveriges Radio, 1955)
- Irene Ibsen Bille, Utan ansikte: skådespel (Uten ansikt) (Stockholm: Radioteatern, 1955)
- H.C. Branner, Syskon: skådespel i tre akter (Søskende) (Stockholm: Folkparkerna, 1955)
- Honoré de Balzac, Överste Chabert (Le colonel Chabert), dramatisering Hans Rehfisch (Stockholm: Sveriges Radio, 1957)
- Nicholas Blake (pseud. för Cecil Day-Lewis), Mord på minuten (Minute for Murder) (Stockholm: Vingförlaget, 1958)
- Eugene O’Neill, Dagar utan mål (Days Without End), radioarr. Herbert Grevenius (Stockholm: Sveriges Radio, 1958)
- Nicholas Blake (pseud. för Cecil Day-Lewis), Änkekryssningen (The Widow’s Cruise) (Stockholm: Norstedts, 1960)
- Arthur Koestler, Domens dag (Arrival and Departure) (Stockholm: Prisma, 1962)

## Priser och utmärkelser
- 1950 – Svenska Dagbladets litteraturpris (delat med Gustaf Rune Eriks, Hanserik Hjertén och Britt G. Hallqvist)
- 1951 – Boklotteriets stipendiat
- 1956 – Boklotteriets stipendiat
- 1962 – Eldh-Ekblads fredspris
- 1972 – BMF-plaketten för Vi möts vid Rynge
- 1978 – Doblougska priset